# Doo Wop

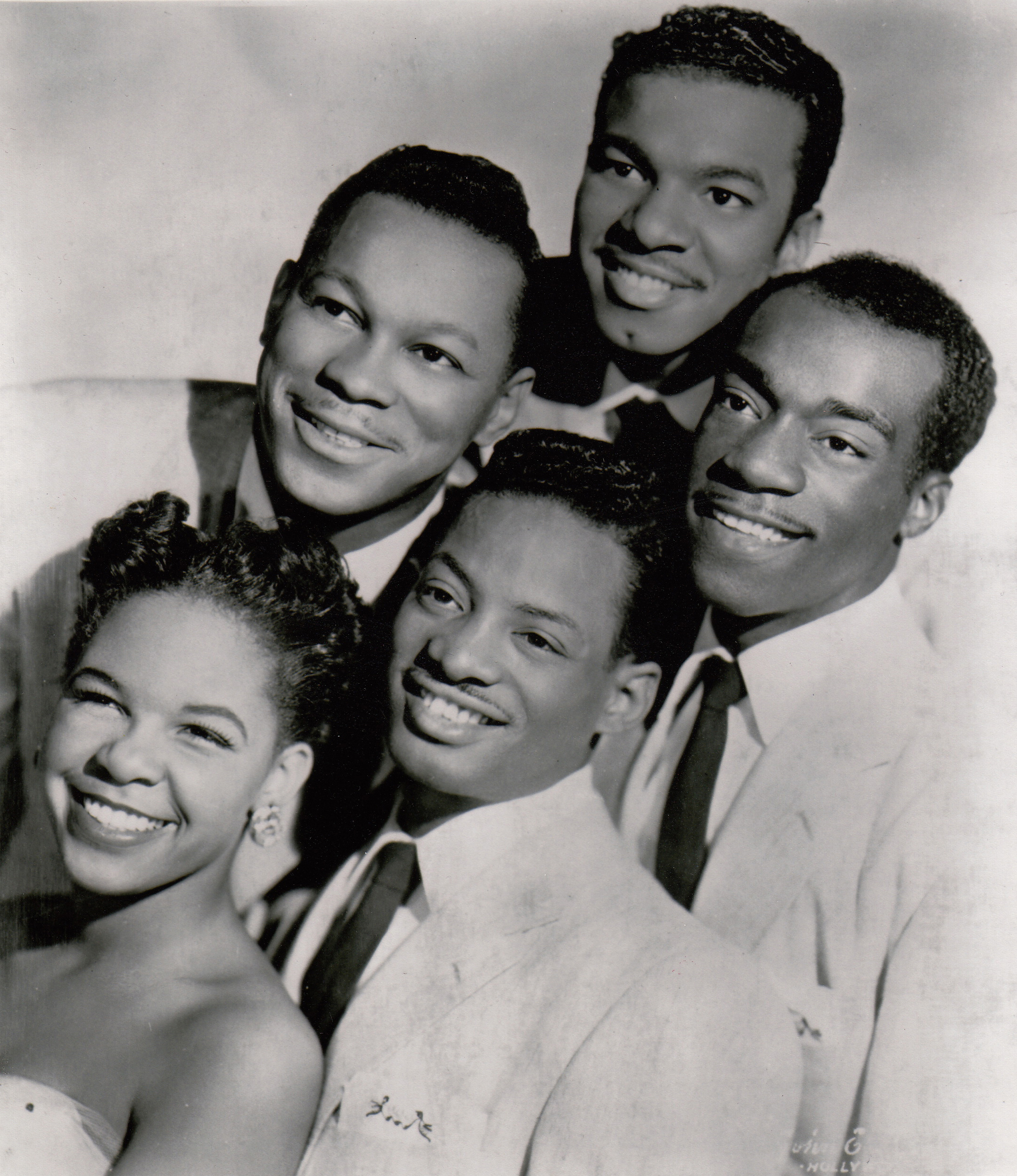
The Platters

Doo Wop ist ein Musikstil des 20. Jahrhunderts, der auf einem mehrstimmigen Gesangsarrangement basiert.

## Zum Begriff
Doo Wop zeichnet sich durch den intensiven Gebrauch von Nonsens-Silben und Melismen aus. Weitere wichtige Merkmale sind der prägnante und deutlich von den anderen Stimmen abgehobene Bass sowie der häufige Einsatz von Falsett. Die Songs basieren größtenteils auf der Harmonik und dem Schema von Rock-’n’-Roll- bzw. Rhythm-and-Blues-Songs.
Die Blütezeit des Doo Wop fällt in die 1950er und frühen 1960er Jahre. Eine Doo-Wop-Gruppe bestand meist aus vier oder fünf Mitgliedern: einem Leadsänger, einem Ersten Tenor, einem Zweiten Tenor, einem Bariton und dem Bass. Die Wurzeln dieses Stils liegen im Gospel, im Jazz, im Blues und im Barbershop-Gesang.
Der Name leitet sich von den typischen Nonsens-Silben her, wie Diddle-De-Dum, Du-Wah oder eben Doo-Wop. Der Begriff wurde vereinzelt schon Ende der 1950er Jahre verwendet, aber erst ab 1969 durch den New Yorker Discjockey Gus Gossert populär gemacht. Zur Zeit ihrer Entstehung fiel diese Art der Musik unter Rock ’n’ Roll oder Rhythm and Blues, je nachdem, ob es sich bei der Gruppe um eine weiße oder schwarze Formation handelte.
Noch heute werden viele Doo-Wop-Nummern unter Rock ’n’ Roll subsumiert. Verwendet wird auch die Bezeichnung Street Corner Music, weil die Gruppen oft an Straßenecken sangen. Einige Puristen lehnen den Begriff Doo Wop ab bzw. wollen ihn auf das Œuvre weißer Interpreten beschränkt wissen.

## Geschichte

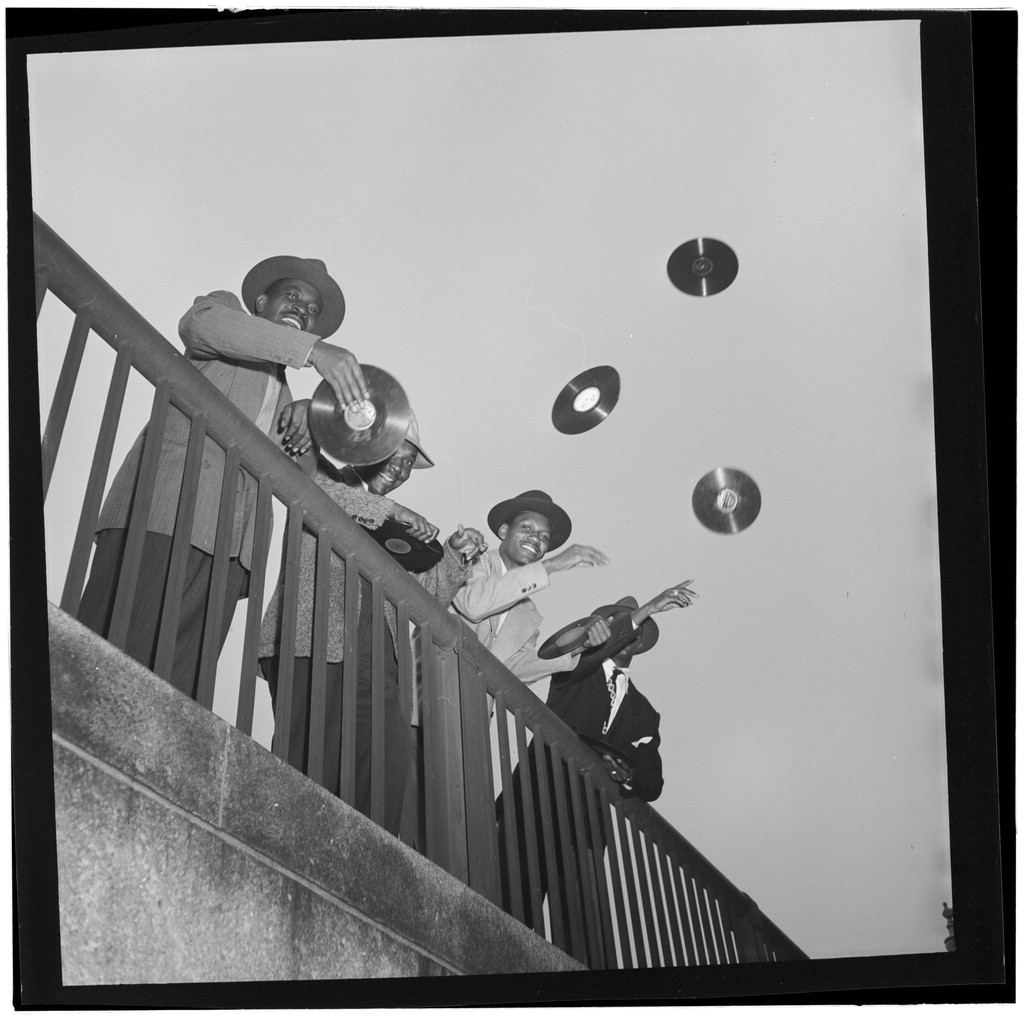
Das Doo-Wop-Ensemble The Ravens in den 1940er Jahren. Foto: William P. Gottlieb.

### Der Weg zum Doo Wop
Die Tradition der Vocal Groups begann in den USA der 1920er Jahre mit Gruppen wie dem Norfolk Jazz & Jubilee Quartet und den The Revelers (den Vorbildern der Comedian Harmonists), sowie in den 1930er und 1940er Jahren mit den Ink Spots, den Mills Brothers, den Delta Rhythm Boys oder Cats & the Fiddle mit Tiny Grimes. Diese Art der Musik war die Domäne der Afroamerikaner.

### Die Doo-Wop-Ära (1948–1963)
Als Geburtsjahr des Doo Wop gilt 1948, als die Orioles mit der Ballade It’s too Soon to Know die erste Nummer aufnahmen, die alle stilbildenden Merkmale aufweist. 1951 kam es zu einem ersten Boom des Doo-Wop-Stils: Gruppen wie The Clovers, The Dominoes oder The Five Keys eroberten die R-’n’-B-Charts. Noch waren Interpreten wie Publikum ausschließlich Afroamerikaner.
Mitte der 1950er Jahre fanden weiße Jugendliche zunehmend Gefallen an der Musik der Schwarzen. So schafften die ersten Doo-Wop-Titel den Sprung zunächst in die US-Billboard-Rhythm-&-Blues-Hitparade, mit zunehmender Akzeptanz in der weißen Käuferschicht auch in die US-Pop-Charts. Aus dieser Zeit stammen die Klassiker Sh-Boom von den Chords (Juli 1954), Earth Angel von den Penguins (Dezember 1954) oder In the Still of the Night von den Five Satins (September 1956). Alle drei Titel konnten massive Crossover-Erfolge erzielen; Earth Angel entwickelte sogar Millionensellerstatus. Später entstanden auch die ersten so genannten Mixed Groups. die aus weißen und schwarzen Mitgliedern bestanden (The Del-Vikings, The Rob Roys, The Fascinators, The Crests). Es war dies ein Vorzeichen für das Ende der in den damaligen USA herrschenden Rassentrennung.
Um 1957/58 kamen die ersten ausschließlich aus weißen Mitgliedern bestehenden Gruppen auf, wie Dion and the Belmonts, die Elegants und die Academics. Es handelte sich vorwiegend um Italoamerikaner,
die den Belcanto-Stil der italienischen Oper in die Musik einbrachten. Das Zielpublikum dieser Gruppen waren die weißen Teenager, obgleich sie auch in den R-’n’-B-Charts erfolgreich waren.
1960 erlebte Doo Wop einen enormen Popularitätsschub. Alte Aufnahmen, die Jahre zuvor aufgenommen worden waren, aber relativ unbeachtet geblieben waren, wurden zu großen Hits. Dazu gehörten There's a Moon out Tonight von den Capris oder Rama Lama Ding Dong von den Edsels. Das Augenmerk auf die Instrumentierung wurde größer, der Einsatz von Nonsens-Silben exzessiver. Novelty-Hits wie Mr. Bass Man von Johnny Cymbal oder Who Put the Bomp von Barry Mann, die mit den Stilelementen des Genres spielten, zeugen von der enormen Popularität von Doo Wop, sind aber auch ein Indiz für das nahende Ende der Ära.
Von zirka 1960 an integrierten die schwarzen Doo-Wop-Gruppen in ihre Nummern zunehmend Elemente jenes Musikstils, der bald den Namen Soul erhielt. Es entwickelte sich ein Übergangsstil, der Transitional style, der sich zwischen Doo Wop und Soul bewegte. Viele spätere Soul-Stars begannen ihre Karriere als Mitglieder von Vokalgruppen, zum Beispiel Curtis Mayfield (The Impressions), Barry White (The Upfronts) oder Wilson Pickett (The Falcons).
Zwischen 1955 und 1963 können rund 15 Prozent aller Nummer-eins-Hits der US-Billboard-Charts dem Genre Doo Wop zugerechnet werden. Anfang 1964 machte die British Invasion dem Doo Wop – ebenso wie dem klassischen Rock ’n’ Roll – ein Ende, zumindest was die Präsenz in den Charts anging.

### Post-Doo-Wop
Nach dem abrupten Ende von Doo Wop als Massenphänomen retteten afroamerikanische Musiker Elemente des Doo Wop in den Soul. Einige Gruppen wie The Dells oder The Manhattans waren noch in den 1970er Jahren mit einem nur wenig modifizierten Doo-Wop-Sound erfolgreich.
Auch in der Surfmusik – speziell dem Vocal Surf – lebte Doo Wop erneuert weiter, etwa im mehrstimmigen Gesang der Beach Boys, obgleich sich dieser eher an Pop-Vocalgruppen der 1940er/1950er Jahre wie den Four Freshmen anlehnte. Sogar Frank Zappa nahm ein Doo-Wop-Album auf (Cruising with Ruben & the Jets).
Bis weit in die 1960er Jahre gab es in den USA (hauptsächlich in New York City, New Jersey und Philadelphia) eine vornehmlich aus A-cappella-Gruppen (z. B. Zirkons, Apparitions, Count Five) bestehende starke Doo-Wop-Subkultur, die auf Labeln wie CatTime, Snowflake, Times Square oder Relic auf zahlreichen LPs und Singles gut dokumentiert ist.
Ende der 1960er Jahre kam es in den USA zu einem Rock-’n’-Roll-Revival, das eigentlich den Namen Doo-Wop-Revival verdienen würde, waren es doch vor allem Doo-Wop-Nummern, die von den entstehenden Oldie-Radiosendern ausgegraben wurden. WCBS, mit Gus Gossert als Moderator, war zu Beginn der 1970er Jahre der meistgehörte Sender in ganz Amerika. Dutzende von Gruppen (The Nutmegs, The Channels, The Belmonts) reformierten sich, gaben umjubelte Konzerte und nahmen neue Platten auf. Die Revue-Band Sha Na Na sang At The Hop in Woodstock. Das Musical Grease feierte mit vielen Doo-Wop-ähnlichen Liedern riesige Erfolge am Broadway. Der Film American Graffiti, mit einer Vielzahl von Doo-Wop-Songs im Soundtrack, wurde ein weltweiter Blockbuster, ebenso The Wanderers. Die erfolgreiche Fernsehserie Happy Days hatte sogar einen Doo-Wop-Titelsong.
Etwa zur selben Zeit kamen Plattenlabels auf, die von Fans dieser Musik gegründet wurden und in akribischer Kleinarbeit Aufnahmen und Informationen zusammentrugen und den Doo Wop den Fans zugänglich machten. In den USA waren das in erster Linie Relic Records, Crystal Ball Records und Collectables Records, in Deutschland die später aufkommenden Bear Family Records, DJ Records und Little Maria Records.
Etwas später als in den USA kam es auch in Europa zum Rock-’n’-Roll-Revival. Britische Gruppen wie Mud, The Rubettes, Showaddywaddy und die Darts entdeckten den Doo Wop neu. Auch der bekannte Hit der englischen Popband Housemartins, Caravan of Love aus dem Jahr 1986 bezieht sich sehr stark auf Doo Wop.

## Doo Wop in Deutschland
Im Deutschland der 1950er/1960er Jahre spielte Doo Wop keine Rolle. Nur wenige US-amerikanische Doo-Wop-Nummern fanden Eingang in die deutsche Hitparade. Es gab keine einzige deutsche Doo-Wop-Gruppe, die auf landesweite Resonanz stieß.
Vereinzelt coverten deutsche Interpreten Doo-Wop-Songs, doch diese Adaptionen können stilistisch nur schwer dem Genre zugeordnet werden. Dazu zählen Ted Herold mit Wunderland (Trouble in Paradise von den Crests), Ralf Bendix mit At The Hop (Danny & the Juniors) oder Chris Howland mit Blonder Stern (Little Star von den Elegants). Kommerzieller Erfolg war keiner dieser Aufnahmen beschieden.
Erst das dritte Rock-’n’-Roll-Revival Mitte der 1970er Jahre verschaffte Doo Wop in Deutschland eine gewisse Popularität. In Radiosendungen wie Werner Voss’ Rock and Roll Museum, Gerd Alzens Memory Hits oder See you later, Alligator mit dem Moderator Barry Graves wurde das Publikum mit Doo-Wop-Musik bekanntgemacht. Damit wurde der Boden für deutsche Doo-Wop-Gruppen bereitet.
Nach dem Vorbild der britischen Bands formierten sich vor allem im Norden der Republik Formationen wie Kool Cad’ & The Tailfins, Jay Bee and his Jupitors, die Five Voices/Fi Tunes, Pendletones, Belangels, Chotalls und die Crystalairs. Die (nicht mehr existierenden) Belangels hatten auch einige Veröffentlichungen in den USA unter dem Namen Chordliners und waren somit die erste deutsche Doo-Wop-Gruppe, die es mit überwiegend eigenem Material über den großen Teich schaffte. Die Münchener Rock-’n’-Roll-Band Spider Murphy Gang hat den Doo-Wop-Song Sh-Boom der Chords unter dem Titel Sch-Bum (’s Leben is wiar a Traum) adaptiert und 1985 auch als Single veröffentlicht.

## Sonstiges
Seit den 1990er Jahren werden die typischen Motels aus den 1950er und frühen 1960er Jahren in den Wildwoods im US-Bundesstaat New Jersey als Doo-Wop-Motels bezeichnet.